# 多哈申辦2020年夏季奧運會計劃
多哈申辦2020年夏季奧運會計劃（‎）是卡達多哈和卡達奧林匹克委員會共同申辦2020年夏季奧運會計劃。2012年5月，多哈落選為2020年夏季奧運會候選城市，但繼續尋求2024年夏季奧運會主辦權。
2013年9月7日，在阿根廷首都布宜诺斯艾利斯举行的第125届国际奥委会全体会议上决定2020年夏季奧運會申办城市。